# Acanthinus
Genre
Acanthinus est un genre d'insectes de l'ordre des coléoptères, de la famille des Anthicidae (ils ressemblent superficiellement à des fourmis).

## Liste d'espèces
Selon BioLib (18 juin 2021) :
- Acanthinus australiensis Werner, 1970
- Acanthinus blackburni Werner, 1970
- Acanthinus concinnus (LaFerté-Sénectère, 1849)
- Acanthinus quinquemaculatus (LaFerté-Sénectère, 1848)
- Acanthinus scitulus (LeConte, 1852)

Selon ITIS (18 juin 2021) :
- Acanthinus aequinoctialis (LaFerté-Sénectère, 1849)
- Acanthinus clavicornis (Champion, 1890)
- Acanthinus dromedarius (LaFerté-Sénectère, 1849)
- Acanthinus exilis (LaFerté-Sénectère, 1849)
- Acanthinus glareosus Werner, 1966
- Acanthinus myrmecops (Casey, 1895)
- Acanthinus quinquemaculatus (LaFerté-Sénectère, 1849)
- Acanthinus scitulus (LeConte, 1852)
- Acanthinus spinicollis (LaFerté-Sénectère, 1849)
- Acanthinus trifasciatus (Fabricius, 1801)